# 유럽 연대 센터

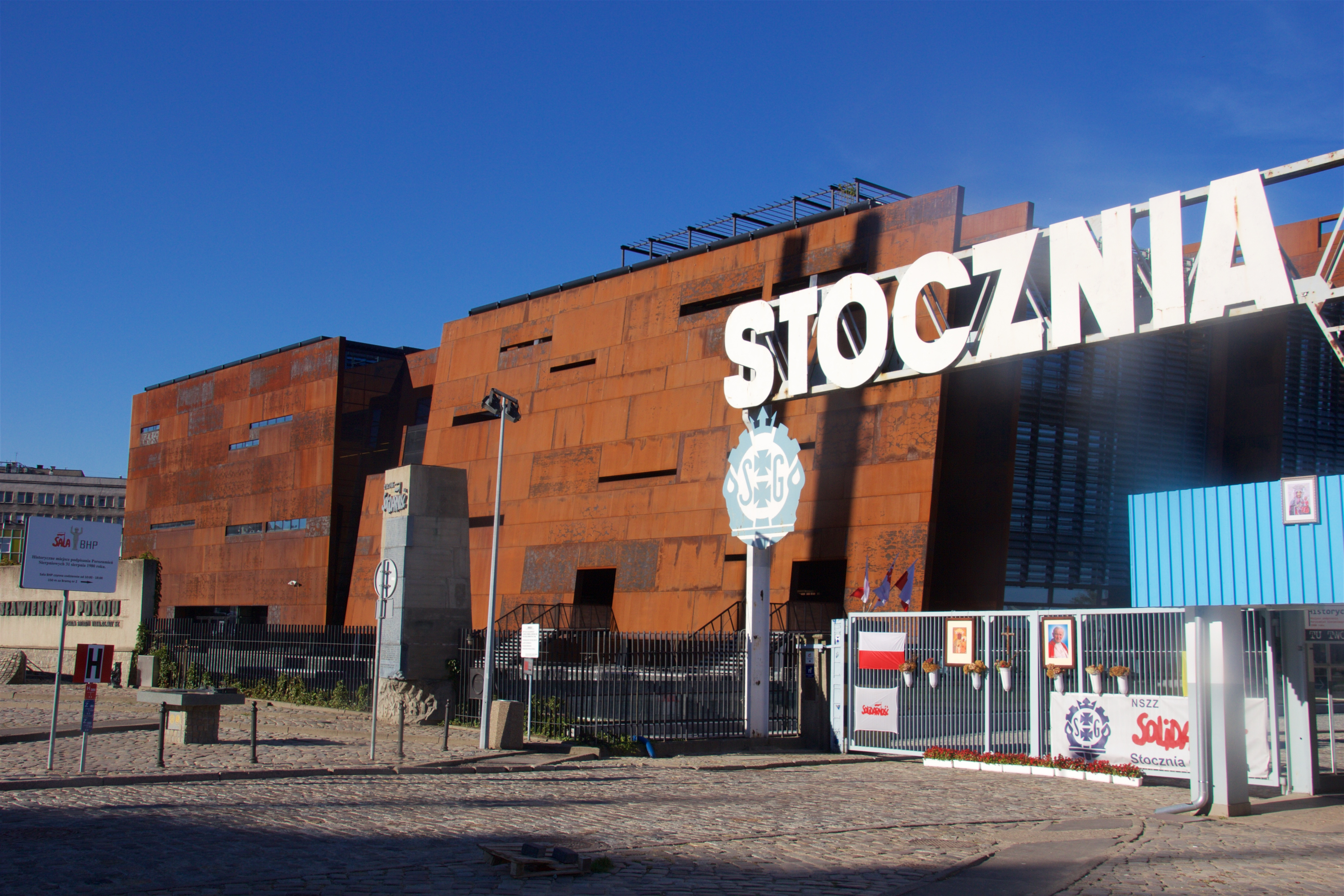
유럽 연대 센터 외관 (2015년)

유럽 연대 센터(폴란드어: Europejskie Centrum Solidarności)는 폴란드 포모제주 그단스크에 있는 도서관이자 박물관이다. 독립자치노동조합 '연대', 폴란드의 노동조합, 시민 저항 운동 등을 다루고 있다. 2014년 8월 31일에 개관했다.